# Służenie przed czepcem
Służenie przed czepcem - taniec biskupiański, tańczony tylko w czasie wesela. Dziewczęta i chłopcy tworzyli łańcuch, którym krążyli dookoła izby. Przy zmianie melodii drużba z panną młodą wchodzili do środka krążących, by odtańczyć ostatni taniec panieński.